# Варлаам (Бузау)
Варлаам (рум. Varlaam) насеље је у Румунији у округу Бузау у општини Гура Тегиј. Oпштина се налази на надморској висини од 558 m.

## Становништво
Према подацима из 2002. године у насељу је живело 599 становника, од којих су сви румунске националности.